# Cengio
Cengio (en ligur Ceng, Çengio o Cengg en piamontès) és un comune italià, situat a la regió de la Ligúria i a la província de Savona. El 2015 tenia 3.563 habitants.

## Geografia
Té una superfície de 18,96 km² i les frazioni de Bormida (Capoluogo), Brignoletta, Cengio Alto, Costa, Genepro, Rocchetta, Vignali. Limita amb Cairo Montenotte, Cosseria, Millesimo, Montezemolo, Roccavignale i Saliceto.

## Evolució demogràfica
| Gràfica d'evolució de Cengio entre 1861 i 2011 |
|                                                |
| Font: ISTAT                                    |